# لاركانة
لَارَكَانَة (بالهندستانية: لاڑکانہ) من مدن باكستان. يبلغ عدد سكانها 270283 نسمة وذلك حسب إحصائيات سنة 1998. يبلغ ارتفاع المدينة عن سطح البحر قرابة 147 متر. تبلغ مساحتها 17 كم². تقع على خط عرض 27.56 وخط طول 68.22639.

## أعلام
- ذو الفقار علي بوتو
- مرتضى بوتو